# Szariatyzm

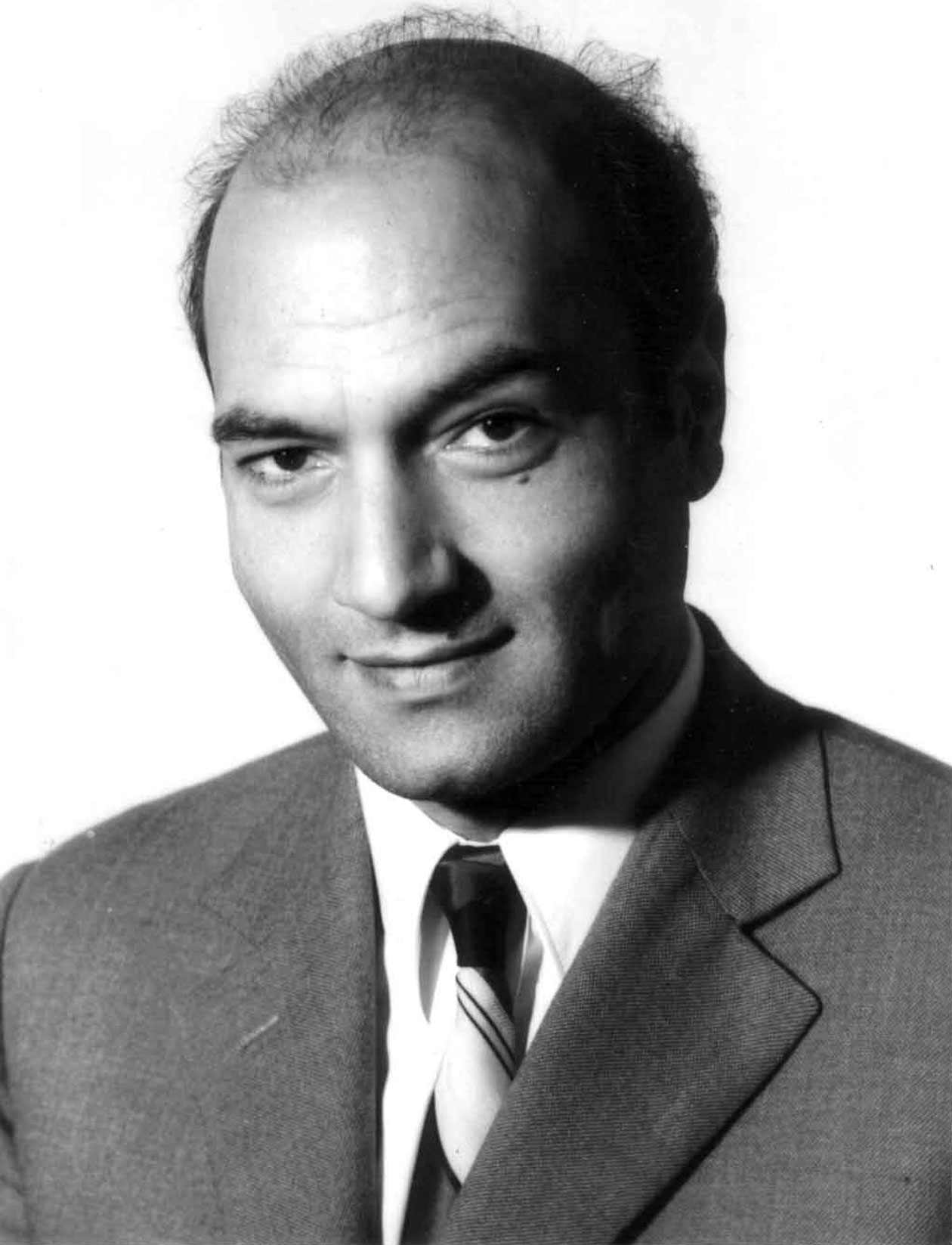
Ali Szari’ati

Szariatyzm lub czerwony szyizm – antyimperialistyczna szyicka idea, głoszona przez Alego Szari’atiego.

## Poglądy Alego Szari’atiego
Ali Szari’ati próbował ożywić rewolucyjne nurty szyizmu oraz interpretował tą religię jako zachęcającą do rewolucji na świecie i obiecującą zbawienie po śmierci. Opisywał swoją ideę jako czerwony szyizm, będący przeciwieństwem praktykowanego przez Safawidów nierewolucyjnego czarnego szyizmu. Amerykańsko-irański islamoznawca Vali Nasr porównał szariatyzm do teologii wyzwolenia, kształtowanej w Ameryce Południowej przez Gustava Gutiérreza i Leonarda Boffa.
Uważał, że szyici nie tylko powinni oczekiwać powrotu dwunastego imama, lecz również aktywnie działać na rzecz jego powrócenia poprzez walkę o sprawiedliwość społeczną bądź poprzez stanie się męczennikiem; głosił również, że każdy dzień to Aszura, każde miejsce to Karbala.
Według niego, ludzie mogą walczyć przeciwko imperializmowi wyłącznie poprzez odzyskanie swojej tożsamości kulturowej, która w niektórych krajach była powiązana z fundamentalizmem religijnym.
Na jego poglądy duży wpływ wywarła idea Trzeciego Świata, z którą zetknął się podczas studiów w Paryżu; w tym czasie w Afryce i Azji miał miejsce proces dekolonizacji.
Według niektórych naukowców, poglądy Szari’atiego były porównywane do poglądów Friedricha Nietzschego, Michela Foucaulta i Edwarda Saida.

## Neoszariatyzm
Neoszariatyzm jest ideą powstałą w latach 90. XX wieku w wyniku debat z irańskimi postislamistycznymi naukowcami. Według jej zwolenników, życie Alego Szari’atiego dzieliło się na okres młody i okres dojrzały. Idea ta była opisywana jako opozycyjna, ale najbardziej przychylna irańskiej władzy.

## Krytyka idei oraz samego Szari’atiego
Pierwszymi przeciwnikami szariatyzmu byli irańscy konserwatywni duchowni. Sam Szari’ati był oskarżany przez znanych kaznodziejów i mówców o herezję poprzez bycie sunnitą, wahhabitą czy nawet antyszyitą. Przeciwko niemu były wydawane fatwy przez ajatollahów, jak Abu al-Kasim al-Chu’i, Mohammad Hadi al-Milani, Mohammad Sadegh Husajni Rohani czy Muhammad Husajn Tabataba’i. Inny ajatollah Morteza Motahhari, mimo że był zagorzałym przeciwnikiem Szari’atiego, bronił go przed oskarżeniami o wahhabizm i antyszyizm oraz uważał, że Szari’ati czerpał większą inspirację z materializmu historycznego niż z islamu.
Filozof Sejjed Hossein Nasr był przeciwnikiem Szari’atiego z powodu jego progresywnych poglądów oraz uważał go za marksistę, czego powodem mogło być porównanie przez Szari’atiego trzeciego imama Husajna ibn Alego do Che Guevary. Inny filozof Abdolkarim Sorusz uważał, że szariatyzm można interpretować jako ideę utożsamiającą islam z systemem totalitarnym.

## Wpływy na ideę
Pierwszą osobą, która wywarła wpływ na poglądy Alego Szari’atiego, był jego ojciec Mohammad-Taghi. Ali Szari’ati inspirował się również neutralistyczną polityką zagraniczną, którą prowadził premier Iranu Mohammad Mosaddegh.
Inspirację czerpał również z ważnych postaci historycznych, jak Sokrates, Abraham, Mojżesz, Jezus Chrystus, Budda, Mahomet oraz osobami z nim związanymi: zięć Ali, córkę Fatima oraz wnuczkę Zajnab (córkę Alego i Fatimy), a także średniowiecznymi perskimi teologami, jak Suhrawardi, Al-Halladż i Ajn al-Kuzat Hamadani. Do XIX- i XX-wiecznych naukowców mających wpływ na jego światopoglądów należeli Louis Massignon, Georges Gurvitch, Frantz Fanon, Alexis Carrel, Jean-Paul Sartre, Jacques Berque, Albert Schweitzer, Claude Bernard, Henri Lefebvre, René Guénon, Jean Cocteau, Kateb Yacine i Mahmud Taleghani.

## Wpływy szariatyzmu w wybranych państwach

### Afganistan
W Afganistanie szariatyzm jest popularny wśród ludności hazarskiej.
Do osób będących pod wpływem tej idei byli między innymi działacze organizacji Sazman-i Nasr  oraz polityk Abdul Latif Pedram.

### Francja
Jednym z francuskich filozofów będącym pod wpływem szariatyzmu, był Jean-Paul Sartre.

### Iran
Pod wpływem szariatyzmu było wielu irańskich naukowców, byli to między innymi Abolhasan Banisadr, Mir-Hosejn Musawi, Mohammad Hanifnedżad, Gholam-Abbas Tavassoli, Haszem Aghadżari, Zahra Rahnavard, Tahereh Saffarzadeh, Madżid Szarif, Maghsud Farasatkhah, Mohammad-Amin Ghanejrad, Ezzatollah Sahabi oraz Habibollah Pejman.
Z kolei pod wpływem neoszariatyzmu byli między innymi Ehsan Szari’ati, Sara Szari’ati, Susan Szari’ati, Hasan Jusefi Eshkevari, Taghi Rahmani, Bidżan Abdolkarimi, Ahmad Zejdabadi, Narges Mohammadi i Reza Alidżani.

### Indonezja
Idea głoszona przez Alego Szari’atiego wywarła w Indonezji silny wpływ na studentów studiujących teologię muzułmańską. Pod wpływem tej idei był również polityk Amien Rais, kandydat na urząd prezydenta Indonezji w 2004 roku.

### Liban
W Libanie wiele prac Alego Szari’atiego zostało przetłumaczonych na język arabski; on sam jest powszechnie znany w tym państwie oraz uważany za osobę kontrowersyjną.

### Malezja
Od 1989 wydawnictwo IQRA Press publikuje dzieła Alego Szari’atiego przetłumaczone na język malajski i angielski.
Osobami będącymi pod wpływem szariatyzmu byli między innymi politolog Chanda Muzaffar, ekonomista Jomo Kwame Sundaram oraz polityk Mahathir bin Mohamad, premier Malezji w latach 1981-2003 i 2018-2020. Dwóch pierwszych wymienionych uważało Szari’atiego za męczennika.

### Pakistan
Najważniejsze prace naukowe Alego Szari’atiego zostały przetłumaczone na język urdu. Pod wpływem szariatyzmu był między innymi Suroosh Irfani.
Z okazji 123. rocznicy urodzin Muhammada Iqbala, w 2020 roku ówczesny premier Pakistanu Imran Khan opublikował na Twitterze post, w którym opisał Iqbala cytatem Szari’atiego.

### Południowa Afryka
Społeczność muzułmańska w Południowej Afryce poznała szariatyzm po 1979 roku, gdy w tym kraju stały się dostępne irańskie czasopisma, prace naukowe i książki poruszające tematykę rewolucji.

### Turcja
Część prac Alego Szari’atiego została przetłumaczona na język turecki. Jego idee wywarły wpływ m.in. na teologa İhsana Eliaçıka oraz na organizację Antykapitalistyczni Muzułmanie.

### Tunezja
W Tunezji prace Alego Szari’atiego są rozpowszechniane przez działaczy Partii Odrodzenia.